# كأس تونس للكرة الطائرة للرجال 1969–70
كأس تونس للكرة الطائرة للرجال 1970-1969 هو الموسم رقم 14 من كأس تونس للكرة الطائرة للرجال.

فاز بهذا الموسم المستقبل الرياضي بالمرسى.

## روابط خارجية
- الموقع الرسمي للجامعة التونسية للكرة الطائرة.